# نانامی
نانامی ممکن است به یکی از موارد زیر اشاره داشته باشد:
- نانامی شیونو
- هیروشی نانامی